# Khodadad Azizi
Khodadad Azizi (in persiano خداداد عزیزی‎; Fariman, 22 giugno 1971) è un allenatore di calcio ed ex calciatore iraniano, di ruolo attaccante, collaboratore tecnico della nazionale iraniana.

## Carriera
Dopo aver giocato per diversi club iraniani, ha raggiunto molti successi. Nel 1997, è passato ai tedeschi del Colonia, raggiungendo in Germania i connazionali Ali Daei e Karim Bagheri, primi calciatori iraniani a giocare nella Bundesliga.
Dopo tre stagioni con il Colonia, ha firmato un contratto per i californiani dei San Jose Earthquakes. Nel 2001, è stato ingaggiato dall'Al-Nasr Sports Club, negli Emirati Arabi Uniti, prima di tornare in patria, al Pas Tehran.
Nel 2005, è tornato in Europa, con gli austriaci dell'Admira Wacker Mödling, ma a causa di problemi con staff e tecnico, ha lasciato il club senza giocare neppure un minuto in partite ufficiali. È tornato in Iran, all'Oghab, squadra di divisione inferiore. Anche qui, però, non è rimasto a lungo e si è trasferito poi al Rah Ahan, dove ha chiuso la carriera.

### Nazionale
Azizi ha rappresentato l'Iran alla Coppa d'Asia 1996 e 2000, oltre che al campionato del mondo 1998. È stato nominato Calciatore asiatico dell'anno nel 1996, così come Miglior calciatore della Coppa d'Asia 1996.
Azizi è ricordato anche per aver segnato una rete all'Australia, permettendo così alla Nazionale iraniana di qualificarsi per i Mondiali del 1998. In totale, conta quarantasette presenze e undici reti.

### Allenatore
Dopo essersi ritirato dal calcio giocato, Azizi è diventato un dirigente del club con cui aveva cominciato, l'Aboomoslem. È anche proprietario dell'azienda che produce accessori sportivi Majid.
A dicembre 2006, è stato nominato allenatore dell'Aboomoslem. Ad ottobre 2007, è stato esonerato a causa di cattivi rapporti con la dirigenza. È poi diventato tecnico del Payam Mashhad, finché non ha lasciato la squadra a dicembre 2008.

## Palmarès

### Giocatore

#### Individuale
- Miglior giocatore della Coppa d'Asia: 1

1996
- Calciatore asiatico dell'anno: 1

1996